# Chawalid
Chawalid (hebr. ח'וואלד; arab. الخوالد; ang. Khawaled lub Khawalid) – wieś położona w Samorządzie Regionu Zewulun, w dystrykcie Hajfa, w Izraelu.

## Położenie
Wioska leży w Dolinie Zewulon, na wschód od miasta Hajfy.

## Gospodarka
Gospodarka wioski opiera się na rolnictwie.